# Прасинья
Прасинья (порт. Pracinha) — муниципалитет в Бразилии, входит в штат Сан-Паулу. Составная часть мезорегиона Президенти-Пруденти. Входит в экономико-статистический микрорегион Адамантина. Население составляет 1407 человек на 2006 год. Занимает площадь 63,047 км². Плотность населения — 22,3 чел./км².

## История
Город основан 23 марта 1997 года.

## Статистика
- Валовой внутренний продукт на 2003 составляет 9 469 372,00 реала (данные: Бразильский институт географии и статистики).
- Валовой внутренний продукт на душу населения на 2003 составляет 6677,98 реала (данные: Бразильский институт географии и статистики).
- Индекс развития человеческого потенциала на 2000 составляет 0,744 (данные: Программа развития ООН).